# Николоз Рачвели
Николоз Рачвели (груз. ნიკოლოზ რაჭველი, настоящее имя Нико Меманишвили, груз. ნიკა მემანიშვილი) - грузинский композитор и дирижёр, руководитель Государственного симфонического оркестра Грузии. Лауреат Государственной премии Грузии (2012).

## Биография
Николоз Рачвели родился 15 мая 1979 года. Впервые встал за дирижёрский пульт в возрасте 10 лет. В 1995 году его имя вошло в книгу «Новые лица планеты» (New faces of the planet / Golden Book of UNESCO awards, 1995).Музыкальное образование получил в Тбилисской Государственной Консерватории (отделение композиции), которую закончил в 2005 году. В 1999—2003 годах учился в Венском Университете Музыки и Исполнительских искусств. В 2001 году награждён Государственной премией Министерства культуры Грузии за оригинальную музыку к театральной постановке «Последний реквием». В 2003 году был дирижёром премьеры вокально-инструментального произведения Гии Канчели «Маленький Имбер» (Little Imber), записанной ECM Records.
В 2004 году Рачвели был отозван из Венского Университета в связи с назначением на пост Музыкального Директора Тбилисского Театра Музыки и Драмы им. В. Абашидзе. В 2005—2007 годах руководил Национальным Музыкальным Центром Грузии, который объединял Национальный Симфонический Оркестр Грузии, Государственную Капелла Грузии и Струнный квартет. В этом качестве он основал фестиваль современной музыки «Контрапункт» и фестиваль струнного квартета «Струнный квартет приглашает», и др. С 2007 — главный дирижёр и генеральный директор Национального Симфонического Оркестра Грузии. Впоследствии стал дирижёром  Тбилисского Театра Музыки и Драмы им. В. Абашидзе.
Автор многочисленных композиций различных стилей для театральных постановок, кинофильмов, телевизионных программ, рекламы и различных проектов, а также аранжировок на темы грузинских и зарубежных композиторов. Был музыкальным директором оперы Дж. Пери «Эвридика», проектов грузинского композитора Гии Канчели; большого числа авторских и юбилейных концертов грузинских композиторов и исполнителей. В разные годы сотрудничал с Монсерат Кабалье, Юрием Башметом, Ванессой Редгрейв, Джесси Норман, Лало Шифриным, Сеиджи Озава, Пьером Булезом, Мишелем Леграном, Лианой Исакадзе, Паатой Бурчуладзе, Нино Мачаидзе, Александром Марковичем, Максимом Рисановым, Катей Сканави, Хатией Буниаташвили, Бенджамином Маркизом Гилмором, Мариусом Урба, Сергеем Накаряковым, Ави Авиталом, Ганом Леви, Анитой Рачвелишвили и другими.

## Награды
- 2001 — Премия Министерства культуры Грузии
- 2010 — Приз за лучшую театральную музыку на Международном Театральном Фестивале в Хорватии (спектакль «Макбет» в постановке Давида Доиашвили).
- 2012 — Государственная премия Грузии
- 2018 — Почётный гражданин Тбилиси